# Walter Liebich
Walter Liebich (* 13. Juli 1939 in Sternblick, Landkreis Wohlau Schlesien, Deutsches Reich) ist ein ehemaliger deutscher Fußballspieler, der in den Jahren 1963 bis 1971 in den Regionalligen West und Süd 198 Einsätze mit 23 Toren bestritten hat.

## Vereine

### Lüner SV, bis 1964
Angrenzend an den nördlichen Rand Dortmunds liegt die Stadt Lünen. Der Aufstieg des Lüner SV zum erfolgreichsten Verein im heutigen (2007) Kreis Unna begann Anfang der sechziger Jahre. In der Saison 1960/61 wurde der LSV Meister der Landesliga und stieg in die höchste Amateurklasse in Westfalen auf. Zwei Jahre später, 1962/63, gelang Lünen auch der Meisterschaftsgewinn in der Amateurliga Westfalen, Staffel 2. Als einzige Mannschaft von 450 Vertrags- oder Amateurmannschaften in Westfalen blieb der LSV ungeschlagen. In 28 Spielen wurden 23 Siege und 5 Unentschieden errungen. Im Finale um die Westfalenmeisterschaft schlug das Team von Trainer Werner Nagerski den VfB 03 Bielefeld vor 18.000 Zuschauern mit 3:1 Toren. Die anschließende Entscheidung um den westdeutschen Titel gegen Niederrheinmeister Homberger SV wurde vor 17.000 Zuschauern mit 2:1 Toren gewonnen. Die Westdeutsche Meisterschaft bedeutete den Aufstieg in die neu geschaffene Regionalliga West zur Runde 1963/64.
Ebenfalls zu dieser Runde gehörten die Spiele um die deutsche Amateurmeisterschaft gegen Blau-Weiß 90 Berlin und den VfL Wolfsburg. In all diesen Spielen war Walter Liebich für den Lüner SV im Einsatz. Das Jahr in der Regionalliga West, 1963/64, holte Lünen aber in die Realität zurück. Nach den neun Startspielen stand der Lüner SV noch ohne Punktgewinn mit 0:18 Punkten als Schlusslicht der Tabelle da. Der erste doppelte Punktgewinn gelang am 27. Oktober 1963 mit einem 2:1-Heimerfolg im Stadion Schwansbell gegen den VfB Bottrop. Walter Liebich erzielte mit einem verwandelten Handelfmeter in der 88. Spielminute den Siegtreffer. In dieser Runde bestritt er 33 Spiele und erzielte 10 Tore. Nach dem Abstieg wechselte Liebich im Sommer 1964 in die Regionalliga Süd zum KSV Hessen Kassel, dem Meister der Südstaffel, der aber in der Aufstiegsrunde zur Fußball-Bundesliga an Hannover 96 gescheitert war.

### KSV Hessen Kassel, 1964 bis 1971
Trotz des renommierten Trainers Herbert Widmayer gelang Kassel aber in der Runde 1964/65 nicht die Titelverteidigung. Zwar wurde der neue Meister und Aufsteiger FC Bayern München am 19. August 1964 im Aue-Stadion vor 23.000 Zuschauern mit 3:1 Toren in die Knie bezwungen, Liebich lieferte sich dabei als linker Verteidiger packende Duelle mit Rudolf Nafziger. Am Rundenende standen die Hessen auf dem 5. Rang in der Tabelle. Auch mit dem Torjäger Kurt Haseneder gelang 1965/66 nicht der Sprung an die Tabellenspitze. Stützen der KSV-Abwehr waren neben Walter Liebich Torhüter Karl Loweg, Mittelläufer Heinrich Dittel und der rechte Läufer Hans Michel. Einschließlich der Runde 1969/70 gehörte der Ex-Lüner der Stammformation von Hessen Kassel an. Als in seinem siebten Jahr in Nordhessen mit Trainer Heinz Baas in der Runde 1970/71 der Vormarsch auf den 3. Tabellenrang gelang, war Liebich aber nur noch einmal als Einwechselspieler zum Einsatz gekommen. Der 32-Jährige wurde am 20. September 1970 beim 3:1-Heimsieg gegen Rüsselsheim in der 75. Minute eingewechselt und beendete damit seine Laufbahn in der Regionalliga. Für Kassel bestritt Liebich von 1964 bis 1971 in der Regionalliga Süd 165 Spiele mit 13 Toren.
In seiner ersten Saison in Kassel erlebte er am 16. Januar 1965 vor 30.000 Zuschauern in Kassel die besondere Atmosphäre des DFB-Pokals. Bei der 0:2-Niederlage gegen den Hamburger SV nach Toren von Uwe Seeler und Gert Dörfel waren die heimischen Zuschauer von der KSV-Elf begeistert. Liebich bildete zusammen mit Vollmer das Verteidigerpaar.
Im DFB-Pokal 1967 war er bei den Auftritten in der Qualifikation zur 1. Hauptrunde gegen Eintracht Frankfurt am 31. Dezember 1966 dabei, wo nach einem 1:2-Halbzeitrückstand noch ein 6:2-Erfolg vor 12.000 Zuschauern gegen den Bundesligisten gelang. Liebich hielt dabei den Eintracht-Rechtsaußen Oskar Lotz in Schach. Am 14. Januar 1967 trotzte man Werder Bremen in Kassel ein 2:2-Unentschieden ab. Im Weser-Stadion gewann der SV Werder am 25. Januar das Wiederholungsspiel mit 2:1 Toren nach Verlängerung. In dieser Auseinandersetzung zeigte sich Liebich dem Werder-Flügel Gerhard Zebrowski gewachsen.

## Amateurnationalmannschaft, 1963 bis 1964
Walter Liebich bestritt als Spieler des Lüner SV 13 Länderspiele. DFB-Trainer Helmut Schön setzte in den neun Länderspielen der DFB-Amateure im Jahre 1963 den Lüner Abwehrspieler in allen Begegnungen ein. Herausragend waren für Liebich das England-Turnier im Mai 1963 mit dem Finaleinzug gegen Schottland und die zwei deutsch-deutschen Ausscheidungsspiele im September 1963 zur Olympiade 1964 und die drei Spiele im Oktober 1963 in Tokio. Vom 24. Mai bis 2. Juni 1964 nahm er nochmals an einem Turnier in Italien mit der DFB-Mannschaft teil und zog wiederum in das Finale ein. Nach dem 1:1-Unentschieden wurde die deutsche Mannschaft durch Losentscheid zum Turniersieger erklärt. Mit diesem Spiel verabschiedete sich Walter Liebich nach 13 Spielen mit drei Toren aus der Amateurnationalmannschaft und wurde Vertragsspieler bei Hessen Kassel.

## Ende der Karriere
Im Sommer 1971 wechselte er zum KSV Baunatal. Dort war sein ehemaliger Mitspieler bei Hessen Kassel, Hans Michel, Trainer. Gleich in der ersten Runde gelang der Aufstieg in die Hessenliga. In Baunatal beendete er seine aktive Laufbahn.